# Jamiat-e Islami
Jamayat-e-Islami (também Jamiat-e-Islami, Jamiati Islami) é um partido político islâmico do Afeganistão. Jamiat-e Islami significa "sociedade islâmica" no persa e também é conhecido como apenas Jamiat abreviadamente. A maior parte do partido, o mais antigo partido político muçulmano no Afeganistão, é composto principalmente pelos tadjiques do norte e do oeste do Afeganistão. Tem uma ideologia comunitária baseada na lei islâmica, mas também é considerado moderadamente progressista. Durante a guerra soviética no Afeganistão e a posterior Guerra Civil Afegã, Jamiat-e Islami foi um dos mais poderosos dos grupos mujahedins. O ex-presidente do Afeganistão Burhanuddin Rabbani liderou o partido de 1968 a 2011.